# Котян Сутоевич
Котя́н Суто́евич (венг. Kötöny — Кётёнь; ? — 1241, Пешт) — половецкий хан из династии Тертеровцев (Тертер-оба, Дурут), давшей известных ханов Искала и Болуша, руководивших первыми походами против русских княжеств. В исторической литературе встречаются различные транскрипции его имени (Köten, Kutan, Kuthen, Kuthens, Kotyan, Kotjan, Koteny, Kötöny, Kuethan, Кутен, Хотен).

## Биография
В 1205 году, после смерти князя Галицкого Романа Мстиславича, Котян вместе с братом Сомогуром участвовал в походе князя Рюрика Ростиславича и Ольговичей на Галич и едва не попал в плен. В 1223 г., после татарского нашествия на половецкую землю, Котян приехал в Галич к зятю своему, князю Мстиславу Мстиславичу, и попросил его и всех русских князей оказать ему помощь против монголов (см. Битва на реке Калке).
В 1225 году Мстислав приводил Котяна, собираясь идти на поляков, бывших в союзе с Даниилом Романовичем, а в 1228 Котян помогал великому князю киевскому Владимиру Рюриковичу против Даниила. Однако позднее половцы Котяна помогали уже Даниилу — против Венгрии.
Новому появлению монголов в половецких степях предшествовал инцидент с убийством на охоте сына Котяна Мангуша токсобичем Аккубулем. Котян провёл удачный поход против токсобичей, после чего они обратились за помощью к монголам.
В 1237 году (по другим данным — в 1239) Котян бежал с 40 тысячами единоплеменников в Венгрию от монголов Батыя, где король Бела IV милостиво принял его в подданство и дал им земли для поселения. Взамен на предоставление Котяну и его людям венгерского подданства половцы, прежде сочетавшие восточное христианство с поклонением верховному тюркскому божеству Тенгри, приняли католицизм. Официально из исторических источников известно, что Котян был крещён по латинскому обряду в 1239 г. Одна из дочерей Котяна, известная как Елизавета Куманская, была помолвлена (и впоследствии вступила в брак) с сыном Белы IV, позже ставшим Стефаном (Иштваном) V Венгерским.
Однако венгерская аристократия, памятуя прежнюю переменчивость хана Котяна, отнеслась к половцам с большим недоверием. Буквально накануне монгольского вторжения в Венгрию дворяне-заговорщики убили Котяна и его сыновей в Пеште (подозревая, скорее всего безосновательно, что Котян может переметнуться к Батыю). После смерти любимого правителя большая часть половцев (куманов, кунов) отреклась от католицизма и ушла в подданство к болгарскому царю Коломану I. Часть половцев (включая и Елизавету Куманскую) осталась в Венгрии.

## Потомки
- Дочь — в крещении Елизавета (1239?—1290?), королева Венгрии.
  - Ласло IV Кун — король Венгрии (1272—1290).
- Дочь — в крещении Мария, жена галицкого князя Мстислава Удатного (Удалого).
  - внучка — Феодосия Мстиславна, мать Александра Невского.
- Дочь — жена регента Латинской империи Наруа де Туси (Narjot de Toucy)[болг.], сеньора Базарна[фр.].

## В культуре
Котян стал персонажем романов Василия Яна «Чингиз-хан» и Исая Калашникова «Жестокий век».
История союза с русичами, бегства от монголов, убийства Котяна и переселения половцев в Венгрию и Болгарию бегло пересказывается в исторической кампании игры Age of Empires II: Definitive Edition.